# Pepe del Sichuan

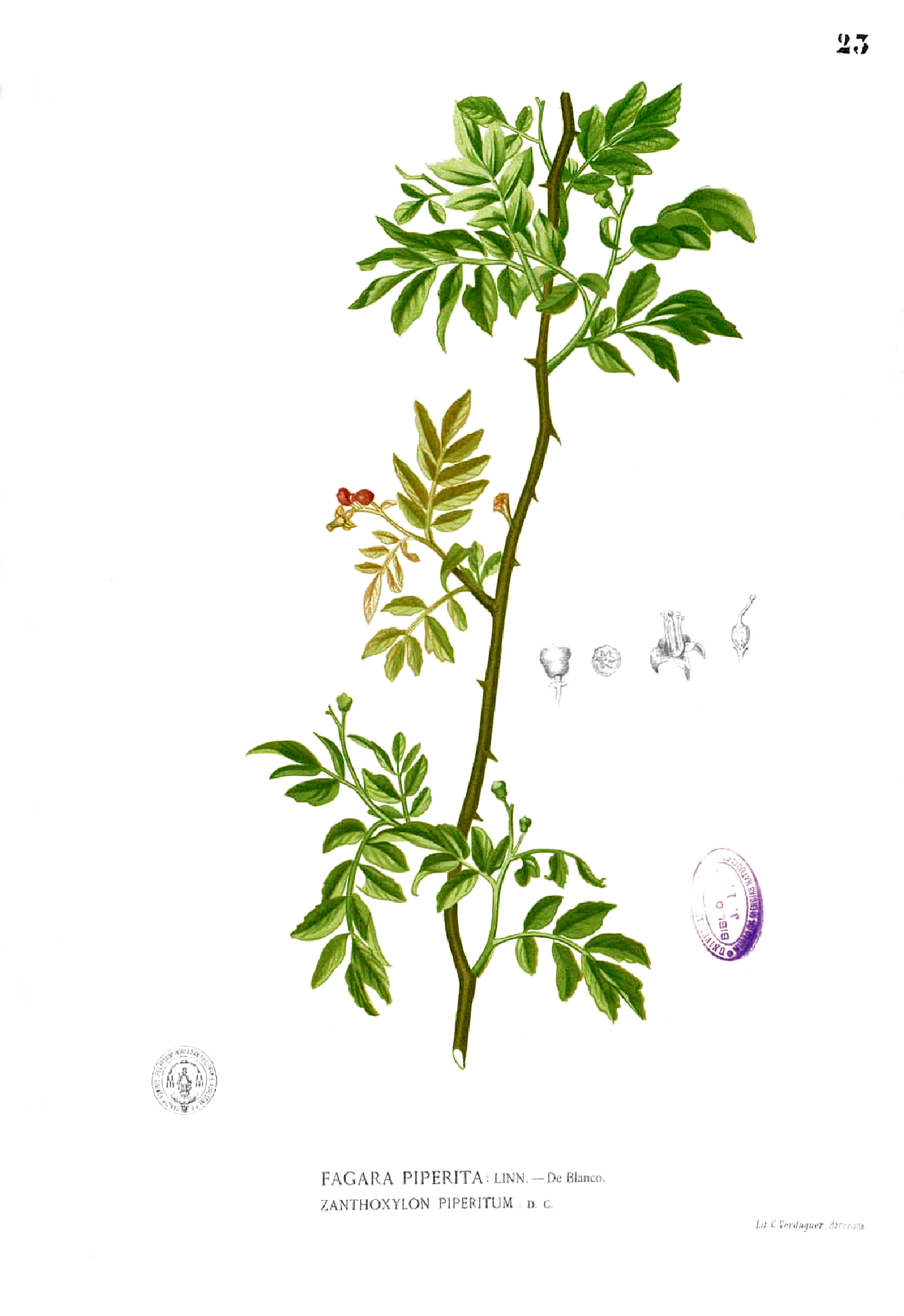

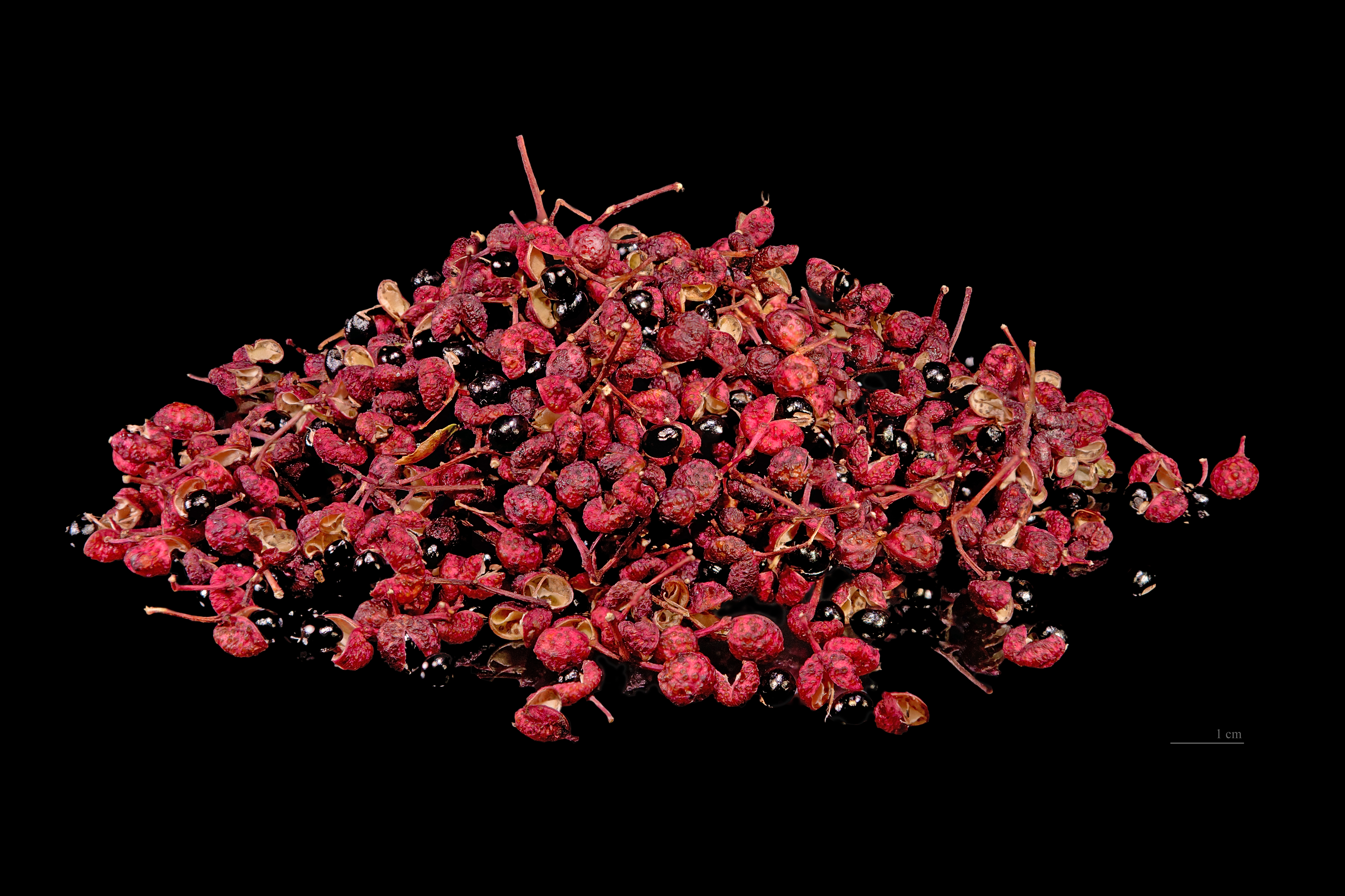
Semi e gusci

Il pepe del Sichuan, che prende il nome dalla provincia cinese del Sichuan, è una piccola bacca prodotta da alcune piante del genere Zanthoxylum, utilizzata in Asia come spezia e medicamento. Il nome pepe è dovuto al fatto che la bacca può ricordare la bacca di pepe nero, ma tra le due spezie non intercorre alcuna relazione tassonomica.

## Nomi volgari
In Occidente è conosciuto con diversi nomi, il più comune dei quali è pepe del Sichuan o fiore di pepe. È noto anche come pepe fiorito (dal nome cinese) oppure fagara (dal Zanthoxylum fagara, pianta diffusa in Florida). Sul mercato si trova anche con altri nomi, a seconda del paese di provenienza: pepe cinese, pepe giapponese o sansho, pepe nepalese, pepe-limone indonesiano.
In Cina è conosciuto come huājiāo (花椒 pepe fiorito) e come shānjiāo (山椒 pepe di montagna, da non confondere con il pepe di montagna della Tasmania). In Nepal è chiamato timur. In Tibet è chiamato gyer ma o e-ma o kham. In India è chiamato in diversi modi a seconda della lingua della regione: in lingua Konkani è detto tepal o tirphal  mentre nelle regioni di Maharashtra, Karnataka e a Goa è conosciuto come teppal. In Giappone viene chiamato sanshō (山椒) da un riadattamento del termine cinese shānjiāo, le foglie intere della pianta sono chiamate kinome (木の芽). In Corea è chiamato chopinamu (초피나무).

## Uso culinario

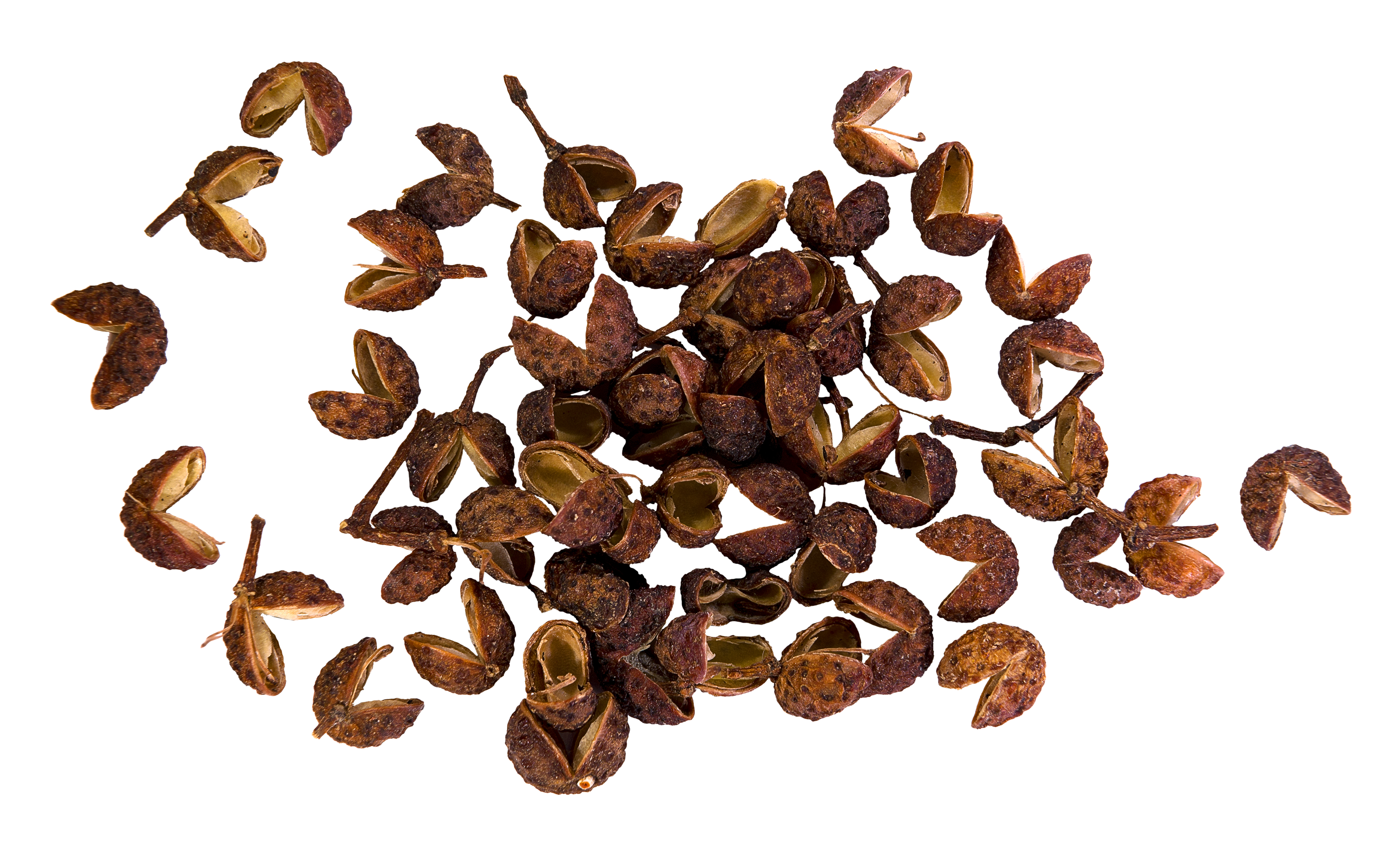
Pepe del Sichuan

Il pepe del Sichuan non è pungente come il pepe nero o piccante come il peperoncino, ma presenta un leggero aroma di limone e lascia in bocca un leggero intorpidimento (causato dall'alchilammide polinsatura sanshool e derivati). A differenza del vero pepe i semi interni vengono scartati e si usano solo i gusci che li contengono.
Nella cucina cinese si accompagna spesso allo zenzero e all'anice stellato. Viene utilizzato nei piatti a base di pesce, anatra, pollo e con le melanzane fritte. Si può trovare spesso sotto forma di olio di pepe del Sichuan che è utilizzato, assieme a zenzero, zucchero di canna e aceto di riso, nella preparazione dei tagliolini fritti.
Il pepe del Sichuan è un importante ingrediente delle cucina tibetana e bhutanese. Viene utilizzato assieme ad aglio, zenzero e cipolla per aromatizzare piatti di carne, soprattutto suina.
In Giappone è utilizzato in tagliolini, zuppe e piatti di pollo. Si usano anche le foglie intere della pianta (kinome) per aromatizzare pietanze vegetali, soprattutto germogli di bambù, e decorare zuppe.

## Miscele di spezie
Il Mala (麻辣 málà, letteralmente intorpidente e piccante) è una miscela di spezie tipica della cucina del Sichuan realizzata con pepe del Sichuan e peperoncino.
Il Huajiao yan (花椒盐 huājiāoyán) è una miscela di pepe del Sichuan e grani di sale, tostati e bruniti in un wok e serviti come condimento per carni bianche.
Il pepe di Sichuan è uno degli ingredienti della miscela tradizionale giapponese di sette spezie chiamata shichimi togarashi.

## Fitopatologia
Dal 1968 al 2005 le importazioni di pepe del Sichuan furono vietate negli Stati Uniti per il rischio di importare una malattia vegetale: il cancro del limone (tutte le specie di pepe del Sichuan appartengono alla famiglia delle Rutacee, la stessa famiglia del limone). Nel 2005 il divieto fu ritirato, ma le parti di pianta che vengono importate devono essere preventivamente sterilizzate.

## Nella cultura di massa
È citata nel film Mr. Holmes - Il mistero del caso irrisolto come "fiore di pepe"; una composta di questa pianta, rinvenuta in un bosco di Hiroshima, è ritenuta dall'anziano Sherlock Holmes un rimedio contro l'amnesia senile.
In Kung Fu Panda 3, Po, il protagonista, lo versa accidentalmente della sua tinozza da bagno credendo fossero sali da bagno, ma nella scena è stata esagerata la piccantezza della spezia in quanto, come detto sopra, non è piccante come il pepe nero.